# Lessing J. Rosenwald
Lessing J. Rosenwald   (Chicago, 10 de febrer de 1891 - comtat de Montgomery, 24 de juny de 1979) fou un empresari, col·leccionista de llibres i art rars, mecenes dels escacs i filantrop estatunidenc.

## Biografia
Nascut a Chicago, Lessing J. Rosenwald era el fill gran de Julius Rosenwald, un fabricant de roba que es va convertir en copropietari i va ser president de Sears, Roebuck and Company de 1908 a 1923, i director general de 1923 a 1932. Lessing va deixar la Universitat de Cornell i va anar a treballar per a Sears el 1911 com a empleat d'enviament, i el 1920 se li va donar la responsabilitat d'obrir un centre de subministrament de catàlegs per a la creixent empresa de comandes per correu a Filadèlfia. Va residir durant molts anys a Jenkintown, Pennsilvània. El 1913 es va casar amb Edith Goodkind i junts van tenir cinc fills: Julius "Dooley" Rosenwald II, Robert L. Rosenwald, Helen Rosenwald Snellenburg, Joan Rosenwald Scott i Janet Rosenwald Becker.

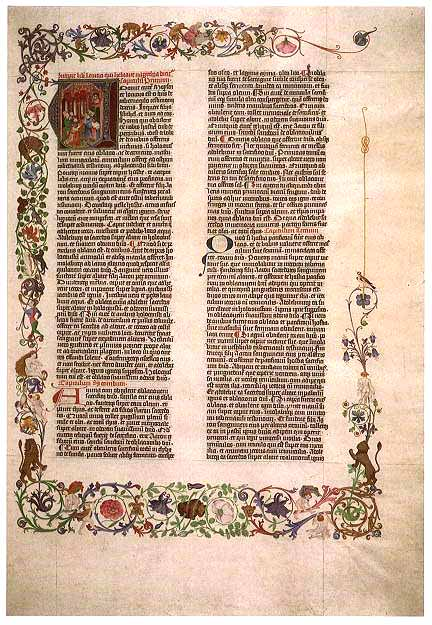
Bíblia gegant de Mainz donada per Rosenwald a la Biblioteca del Congrés

Succeint el seu pare, va ser president de Sears des de 1932 fins a 1939, quan es va dedicar a temps complet a col·leccionar llibres rars i art, així com a gestionar les organitzacions benèfiques familiars, principalment el Julius Rosenwald Fund, que va concedir beques directament a centenars de persones, artistes, escriptors, investigadors i intel·lectuals afroamericans. El 1943, es va comprometre a donar les seves col·leccions de llibres rars i art. Després de la seva mort, va donar 2.600 llibres rars que tracen el llibre il·lustrat durant els darrers sis segles i 5.000 llibres de referència a la Biblioteca del Congrés, que continua sent una de les col·leccions més distingides de la divisió de Llibres Rars i Col·leccions Especials. A més, 27.000 gravats i dibuixos van ser donats a la National Gallery of Art, tots dos ubicats a Washington DC. Va ser un dels donants fundadors de la National Gallery of Art quan es va inaugurar el 1941. La "Bíblia gegant de Magúncia" s'ha exposat permanentment al gran vestíbul d'entrada de la Biblioteca del Congrés des que Rosenwald la va donar l'any 1952, quan tenia 500 anys. Rosenwald va mantenir la seva col·lecció a la seva galeria privada, l'Alverthorpe Gallery, dins de l'Abington Art Center.
Rosenwald també era un entusiasta dels escacs i va donar diners per donar suport als escacs nord-americans. Va patrocinar el Campionat dels Estats Units d'escacs de 1957 a 1969.

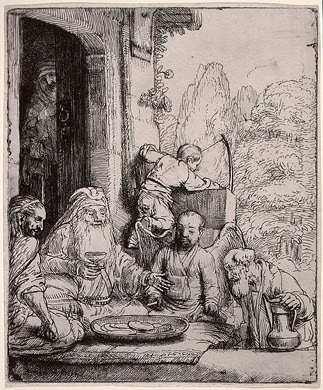
Rembrandt Abraham entretenint els àngels, 1656. Un dels 27.000 articles donats per Rosenwald a la National Gallery of Art

## Activitats polítiques
Rosenwald va ser el partidari jueu més conegut de l'America First Committee, que va defensar la neutralitat nord-americana a la Segona Guerra Mundial abans de l'atac a Pearl Harbor, i va ser dirigit pel seu successor a Sears-Roebuck i el seu amic de tota la vida Robert E. Wood. Només tres mesos després de la seva fundació, va dimitir de la junta del comitè el desembre de 1940 per preocupacions sobre l'antisemitisme. Es va convertir en director de l'Oficina de Conservació Industrial a la Junta de Producció de Guerra durant la Segona Guerra Mundial.
El 1943, Rosenwald va acceptar la invitació per convertir-se en president del Consell Americà per al Judaisme una associació de jueus reformistes antisionistes, càrrec que va ocupar fins al 1955; després d'això va romandre president de la junta. Durant aquest temps, Rosenwald també va ser actiu en els esforços de rescat dels jueus europeus i va instar els Estats Units a admetre un gran nombre de refugiats, tant jueus com gentils.

## Reconeixement internacional
La importància de Lessing J. Rosenwald com a col·leccionista de llibres rars i donant a la Biblioteca del Congrés apareix a la novel·la de David Baldacci , The Camel Club, Londres (Pan Books) 2006, pàg. 164 ss.